# Siège de Senlis (1418)
Guerre de Cent Ans

Guerre civile entre Armagnacs et Bourguignons
Batailles
Le siège de Senlis (début février 1418 - 19 avril 1418) est un épisode de la Guerre civile entre Armagnacs et Bourguignons durant la guerre de Cent Ans, marqué par la tentative des Armagnacs, dirigés par le connétable Bernard VII d'Armagnac, de reprendre la ville de Senlis, passée sous contrôle bourguignon en 1417. Malgré une défense acharnée et des destructions importantes, l'arrivée de renforts bourguignons permet à la ville de résister, mais l'événement est assombri par l'exécution de quatre otages senlisiens par les Armagnacs et de prisonniers Armagnacs par les Bourguignons.

## Contexte
En 1418, la guerre de Cent Ans est intensifiée par la guerre civile entre les Armagnacs, soutenant le dauphin Charles, et les Bourguignons. Senlis, située à 40 km au nord de Paris, est une place stratégique sur la route entre Paris et Compiègne, bastion armagnac. En septembre 1417, persuadés par Jean sans Peur, duc de Bourgogne, les habitants chassent le bailli royal Robert d'Esnes et accueillent une garnison bourguignonne dirigée par Jean II de Luxembourg-Ligny.
Fin 1417, le roi Charles VI, sous influence armagnac, somme Senlis de se soumettre par le biais de l'émissaire Jean de Velly, mais la garnison et une partie des habitants refusent. En réponse, le roi donne l'ordre d'assiéger Senlis, il pria même dans la basilique de Saint-Denis pour le succès de la prise de Senlis le 2 février. Le connétable en charge est Bernard VII d'Armagnac pour reprendre la ville, considérée comme un avant-poste bourguignon vulnérable obstruant les communications armagnacs. La région, incluant Chantilly, bastion armagnac à 10 km, est un théâtre de conflits constants entre les deux camps.

## Déroulement

### Début du siège
En février 1418, Bernard d’Armagnac assiège Senlis avec environ plus de 4 000 hommes, incluant Gascons, Bretons, et Aquitains, commandés par des capitaines comme Barbazan et Tanneguy III du Chastel venus en renfort avec leurs troupes de Chevreuse (ayant été récemment prise par les Armagnacs). Les Armagnacs déploient des balistes, canons, et projectiles incendiaires (boulets creux remplis d’étoupe et de soufre), causant des destructions aux murailles et aux maisons,. Les assiégés, sous les ordres du bailli Pierre de Maucroix (surnommé Trouillart) et du Jean, bâtard de Thiant, résistent en réparant les brèches avec des pieux et des fascines, en creusant des contre-mines (des combats dans les galeries de mines ont eu lieu), et en menant des sorties pour harceler l’ennemi et prendre des prisonniers.
Dès les premiers jours du siège, le bailli et capitaine "Trouillart" de Maucroix avait demandé du secours à Jean de Luxembourg et au seigneur de Fosseuse. Lorsque les messagers préviennent de l'existence d'un siège à Senlis, Jean de Luxembourg fit part de cette demande à Philippe, comte de Charolais du duc de Bourgogne, qui réunit aussitôt son conseil pour organiser une armée de secours.
Au milieu de mars 1418, à cause de la présence importante des Armagnacs, seulement 100 soldats issus de villes alliées entrent dans la ville pour aider (au fil des jours, de plus en plus de soldats arrivent en renforts), mais la situation demeure précaire. Jean de Luxembourg promet une armée de secours à la ville de Senlis et ordonne de tenir.

### Tentatives d'actions
Au début d’avril 1418, les ressources de Senlis s’amenuisent, et la ville est au bord de la capitulation en attendant une armée de secours. Le 6 avril, une assemblée dans la ville a lieu dirigée par le bailli Pierre de Maucroix afin de prendre une décision sur une éventuelle négociation avec les Armagnacs. Cette assemblée comporte :
- Commandants (dont Bâtard de Thian, Mauroy de Saint-Léger)
- Capitaines (dont Simon le Moine, Lionnel de Bouzincourt, Regnaud de Longueval, Pierre de Marigny, Guillaume Mauchevalier, Baudart de Vingles)
- Officiers royaux (dont Guillaume Buffet et Jean de Beaufort)
- Attournés (magistrats municipaux, dont Florent de Boucaut, Guillaume le Fruitier, Oudin Doucine, Oudin Chorin, Roland Morel, Robert le Plat, )
- Notables  (dont Guillaume l’Escalot)
- Représentants du clergé (dont Guillaume Leclerc (abbé de Saint-Vincent) et Jean Durand (chanoine de Notre-Dame))

Finalement les négociations n'auront jamais eu lieu à cause des possibles conditions inacceptables envers les assiégés,.
Le 10 avril, des habitants de Senlis tentent d'entamer des pourparlers avec le connétable à une condition : que les poursuites contre eux soient civiles et non criminelles (pas de confiscations et exécutions).
Bernard VII et ses soldats, étant fatigués, décidèrent d'accepter ce compromis et de discuter, mais l'un de ses soldat profère des menaces :  « Quand nous serons entrés, nous ferons main basse sur votre mobilier et nous abuserons sous vos yeux de vos filles et de vos femmes. » Le compromis n'a jamais eu lieu
Le lendemain, un affrontement a lieu aux portes de la ville où la garnison de Senlis tenta de repousser un assaut mais étant inférieurs, tous ont dû battre en retraite après des pertes considérables.
Le 12 avril, les Armagnacs font déjà appel à une mobilisation forcée de soldats à Paris pour assiéger Senlis, sous peine de perdre leurs chevaux.

### Négociations et otages
Des pourparlers s’engagent entre Bernard d’Armagnac et le Bâtard de Thian. Le 15 avril, un accord est conclu : Senlis se rendra le 19 avril si aucun secours n’arrive, avec la garantie que les habitants auront la vie sauve. En gage, six otages volontaires sont livrés : 
- Guillaume le Clerc, abbé de Saint-Vincent
- Jean Durand, chanoine de Notre-Dame
- Guillaume Mauchevalier et Baudart de Vingles, écuyers
- Jean de Beaufort, avocat du roi
- Guillaume l’Escalot, quartenier[5],[2].

À partir de ce moment là, Senlis envoie immédiatement un messager à Amiens   pour prévenir le comte de Charolais (Philippe, futur duc de Bourgogne) en plein conseil que Senlis risque de se rendre le 19 avril si aucun armée de secours n'arrive. Les conseillers et le comte se mettent tous d'accord pour envoyer une armée marcher sur Senlis.

### Arrivée des renforts
L'information atteint Jean de Luxembourg qui avec le seigneur de Fosseuse et des capitaines de Picardie (dont le seigneur de l'Isle-Adam, les frères Hector et Philippe de Saveuse) se mettent en marche avec une armée de 8 000 hommes et atteignent Pontoise le 17 avril.
Le lendemain, l'armée bourguignonne quitte la ville de Pontoise et au même moment, des troupes bourguignonnes en renforts de Champagne sont en route depuis  Dammartin.

### Levée du siège
Bernard d'Armagnac, informé par ses éclaireurs qu’une armée de secours bourguignonne approche, décide de ne pas attendre l’attaque dans son camp, et forme son armée en ordre de bataille en rase campagne, à environ une lieue de Senlis (≈ 4 km).
Le même jours, le 18 avril, une bataille a lieu entre les deux camps. La charge de l'armée picarde bourguignonne perce la ligne des Armagnacs où de violents combats ont lieu avec beaucoup de morts et de prisonniers et le vainqueur n'est pas clair.
Cela suffit tout de même à briser le siège, où les machines de siège sont renvoyées vers Creil et qu'un renfort important bourguignon rentre dans Senlis, tandis que le reste de l'armée reste stationné à Écouen.
Le capitaine Thian profite de l’absence du connétable pour piller son camp, brûlant des tentes et capturant malades et marchands. Renforcée, Senlis refuse de se rendre le 19 avril, arguant que les secours sont arrivés, invalidant la trêve.
Furieux, Bernard d’Armagnac ordonne immédiatement la capitulation de la ville car les autres renforts venus au secours ont battu en retraite.
Mais les habitants de Senlis refusent la reddition en brisant le serment après avoir reçu les renforts.
Bernard d’Armagnac décide de menacer de tuer les otages, mais la ville reste indifférente :
<< Nous sommes assez forts pour nous défendre nous avons conçu une haine mortelle contre tous les Armagnacs, et surtout contre ceux qui vous accompagnent quant à ceux de nos concitoyens qui sont entre vos mains, peu nous importe ce que vous en ferez, nous sommes décidés à ne tenir aucun compte de leurs prières. >>
L'exécution des otages par décapitation est ordonnée (Guillaume Mauchevalier, Baudart de Vingles, Jean Durand, Guillaume l’Escalot) devant les remparts de la ville et d'écarteler les corps et les pendre au gibet. Guillaume le Clerc et Jean de Beaufort sont finalement épargnés grâce à l’intervention d’officiers Armagnacs ayant demandé pitié et d'arrêter l'exécution à Bernard d’Armagnac,.
En représailles, les Bourguignons exécutent vingt prisonniers Armagnacs et deux bourgeois soupçonnés de sympathies Armagnacs, jetant également deux femmes dans la Nonette. Le connétable lève le siège et se retire vers Paris via Gouvieux et Lamorlaye.

## Conséquences
La victoire décisive bourguignonne consolide le contrôle de Senlis, mais la ville et la région subissent des destructions importantes. Les villages voisins, comme Chamant ou Avilly-Saint-Léonard, sont probablement pillés.
Le siège affaiblit le camp armagnac. Bernard d’Armagnac aura perdu 200 000 francs or pour cette opération, critiqué pour ses erreurs tactiques et méthodes brutales, il est assassiné deux mois plus tard lors d’une révolte bourguignonne à Paris, laissant le dauphin Charles dans une situation précaire. À Senlis, le Bâtard de Thian devient bailli le 27 janvier 1419, récompensé pour sa défense en remplaçant l'ancien : Pierre de Maucroix "Trouillart". Les tensions régionales persistent, notamment avec Chantilly, qui reste la seul ville voisine armagnac de la région jusqu’à sa reddition en 1421 après un tentative de siège.

## Commémorations
L’exécution des otages marque la mémoire locale, commémorée par un tableau de Lucien-Étienne Mélingue à l’Hôtel de Ville de Senlis et par le boulevard des Otages, nommé en 1888,.
L’épisode des otages est devenu un symbole du sacrifice civique à Senlis. Outre le tableau de Mélingue, une statuaire au lycée Saint-Vincent et la toponymie (boulevard et rempart des Otages) perpétuent leur mémoire. Le chapitre de Notre-Dame célèbre longtemps l’anniversaire de Jean Durand.